# Konstanty Borzęcki

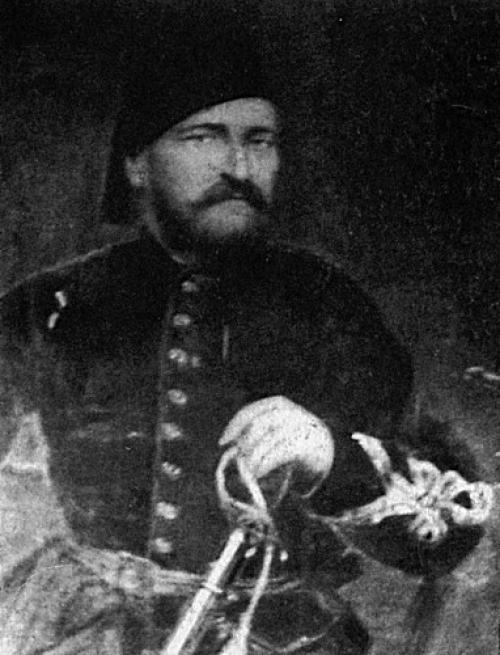
Konstanty Borzęcki

Konstanty Borzęcki (auch Mustafa Celâleddin Paşa; * 10. April 1826 in Modrzewiec, Kongresspolen; † 9. Oktober 1876 in Montenegro) war ein polnischer Revolutionär und Generalmajor der Osmanische Armee, Kartograf und Publizist.

## Leben
1848 nahm er am Großpolnischen Aufstand teil. Dann musste er von Preußen auswandern. Er ging nach Ungarn, wo er nochmals am Krieg gegen die Habsburger teilnahm. Nachdem die Ungarn den Krieg verloren hatten, emigrierte er ins Osmanisches Reich, wo er zum Islam konvertierte und Mitglied des Generalstabs wurde. Da änderte er seinen Namen in Mustafa Celâleddin.
In der Türkei schrieb er auf Französisch Les Turcs anciens et modernes, in dem er argumentierte, dass die uralten Türken arisch gewesen waren; somit sollten die modernen Türken zu den europäischen Nationen gezählt werden. Später war dies eines der beliebtesten Bücher von Mustafa Kemal Atatürk: ein Exemplar mit seinen persönlichen Notizen wird in der Türkei aufbewahrt.
Konstanty Borzęcki fiel 1876 in der Frühphase der Balkankrise als Generalmajor im Krieg gegen das Fürstentum Montenegro. Seine Grabstätte liegt im heutigen Albanien.
Sein Urenkel war der türkische Dichter Nâzım Hikmet.